# Black (jeu vidéo)
Pour les articles homonymes, voir Black.
 (janvier 2024).
Si vous disposez d'ouvrages ou d'articles de référence ou si vous connaissez des sites web de qualité traitant du thème abordé ici, merci de compléter l'article en donnant les références utiles à sa vérifiabilité et en les liant à la section « Notes et références ».
Black est un jeu vidéo de tir à la première personne, développé par Criterion Games et édité par Electronic Arts, sorti le 23 février 2006.
Criterion Software a voulu recréer l'ambiance des films d'action Hollywoodiens en utilisant un univers totalement destructible, accompagné d'effets spéciaux spectaculaires : les bâtiments partent en ruines, les objets explosent. Un gros travail a été accompli sur la modélisation des armes et l'éjection des douilles.
La version Xbox est compatible avec la console Xbox 360 et il est sorti une version téléchargeable sur le Xbox Live en échange de 1200 Microsoft Points.
Le jeu est aussi disponible à l'achat sur le Microsoft Store de la Xbox One ainsi que jouable grâce au DVD du jeu via la rétrocompatibilité.

## Synopsis
L'histoire commence dans une cellule sombre par l'interrogatoire du sergent première classe Jack Kellar, membre de l'unité clandestine Bravo de la CIA.
Accusé de rébellion, désobéissance aux ordres et d'autres chefs d'inculpation particulièrement graves, il est amené à raconter les évènements des derniers jours qui l'ont amené à se retrouver dans cette situation.
Sous la pression de l'interrogateur, Kellar explique avoir été envoyé quatre jours plus tôt avec son équipe dans la ville de Veblensk. L'objectif de l'opération était de neutraliser quatre membres haut-placé de la Septième vague (sous son nom original, Seventh Wave), une puissante organisation impliquée dans le trafic d'armes sophistiquées et responsable de nombreux attentats terroristes.
Retranchés dans la ville puissamment fortifiée de Veblensk, transformée en forteresse, les soldats de la Septième vague vont opposer une résistance acharnée et imprévue. Kellar parvient toutefois à tuer trois des cibles recherchées, mais perdit ensuite connaissance lorsqu'une roquette frappa le bâtiment où il se trouvait.
Kellar parvint toutefois à découvrir que le dernier commandant de la Septième vague n'était autre que William Lennox, un ancien opérateur de la CIA spécialisé dans les assassinats.
Après avoir simulé sa mort au Caire, Lennox était ainsi devenu le leader de l'organisation criminelle et terroriste.
Jack Kellar va alors se lancer dans une traque effrénée et sanglante pour retrouver et éliminer William Lennox.

## Accueil
Globalement, Black a été bien accueilli à sa sortie.
Black pouvait ainsi se targuer d'être l'un des jeux les mieux réalisés sur PS2 et Xbox grâce à l'expérience de Criterion en la matière, la série des Burnout ayant été développée par ce studio.
La presse spécialisée a toutefois souvent reproché une durée de vie trop faible et une intelligence artificielle peu évoluée.

## Déroulement des événements
Au cours de son aventure, Jack Kellar va traverser de nombreux endroits (villes, goulag et asiles désaffectés…) dans diverses localités. Si le jeu ne renseigne jamais le pays où se déroule l'histoire, certains noms de lieux existent réellement.
Par exemple Naszran ou Graznei qui sont des villes russes.
- Rue de Veblensk (prologue, approximativement ¼ la taille des autres niveaux)

Première mission du jeu, Jack Kellar et son équipe sont chargés d'éliminer les dirigeants de la Septième vague. Toutefois, le leader de l'organisation parvient à s'échapper et l'équipe de Kellar se lance à sa poursuite dans ce qui va devenir une infernale chasse à l'homme.
- Frontière de Treneska

Aidé par une femme soldat tireur d'élite dénommée MacCarver, le sergent Jack Kellar est contraint de franchir une frontière puissamment fortifiée et le canal de Vlodnik pour intercepter Lennox, qui serait caché dans une ferme au milieu des bois. Toutefois, sur place, Kellar découvre que la cible n'est pas présente. Pire encore, il tombe dans une embuscade de la Septième vague. Aidé de MacCarver, il parvient à repousser les assaillants et à quitter les lieux avant de rejoindre son équipière un peu plus loin.
- Ville De Nazran

L'objectif de l'équipe à Nazrani est de détruire la principale fabrique d'armes de la Septième vague. Pour ce faire, Jack Kellar va devoir traverser une partie de la ville (dont un ancien cimetière) tenue par les hommes de l'organisation. C'est au cours de cette mission que l'on découvre le troisième membre de l'équipe, un soldat dénommé Solomon.
- Fonderie de Nazrani

Arrivé à la fonderie qui sert de chaîne de fabrication d'armes, l'équipe va devoir en détruire les capacités de production, notamment en rasant ses hauts-fourneaux.
- Asile De Tivliz

L'équipe de Kellar progresse dans sa traque et est parvenue à localiser un des hommes-clés de la Septième vague, Valencio. D'après les informations disponibles, il a été localisé dans la ville de Tivliz, dans un ancien asile. Sans attendre les renforts, Kellar pénètre dans le sinistre bâtiment et engage le combat à la recherche de Valencio, l'homme susceptible de le mener à Lennox. 
- Docks de Vratska

En se basant sur les informations obtenues au cours des précédentes missions, Kellar et son équipe se rendent au port de Vratska. Sur place, l'équipe doit faire sa jonction avec l'équipe Alpha pour intercepter un important chargement d'armes de la Septième vague qui est puissamment escorté. Malheureusement, l'équipe Alpha tombe dans une embuscade dès son arrivée et le temps que Kellar arrive sur place, il est déjà trop tard... Kellar parvient toutefois à comprendre que Lennox était sur place et qu'il ne lui a échappé que de peu.
- Pont De Graznei

À la suite du massacre de l'équipe Alpha, le sergent Kellar décide de mener sans autorisation un raid de représailles sur l'une des principales places fortes de la Septième vague : l'ancien goulag de Spetriniv. La forteresse ne comporte qu'une seule voie d'accès, le pont de Graznei, qui doit impérativement être traversé.
- Goulag de Spetriniv

La quête de Jack Kellar arrive à son terme. Transformé en forteresse, le sinistre goulag voit Kellar affronter les dernières forces de William Lennox dans une lutte acharnée. Dans les sous-sol du goulag, Kellar débouche dans une immense salle où, après avoir affronté une dernière vague d'ennemis, il a probablement débusqué et tué William Lennox.
Après avoir écouté le récit de Jack Kellar, l'interrogateur lui révèle qu'ils ont toujours su que Lennox dirigeait la Septième vague. Pire encore, il lui explique qu'il est "très prévisible et a fait tout ce que l'on attendait de lui" en pourchassant Lennox. Toutefois, ce dernier n'est pas mort dans le goulag, mais est toujours vivant. Il lui propose alors de poursuivre sa traque et de l'éliminer pour de bon. Le jeu se termine alors que Kellar est sur le point d'accepter sa nouvelle mission.

## Arsenal
La disposition d'un vaste arsenal était l'une des qualités mises en avant par le studio de développement.
Ainsi, un gros travail avait été fourni sur leur modélisation, leur animation (éjection des douilles, fumée qui sortait du canon…), les bruitages...
Les armes qui apparaissent dans le jeu sont toutes inspirées d'armes réelles, parfois modifiées visuellement, avec souvent des chargeurs surdimensionnés (soixante cartouches dans le chargeur d'un AK-47 par exemple), et certaines peuvent recevoir un silencieux.
Finir le jeu dans une difficulté permettra de débloquer les armes d'argent pour cette difficulté avec munitions illimitées.
- Pistolets
  - DC3 Elite (Beretta 92)
  - Glock 19
  - Magnum (Smith & Wesson 629)

- Pistolets-mitrailleurs et fusils d'assaut
  - Kalashnikov AK-47
  - SMG (IWI Uzi)
  - Heckler & Koch G36C
  - Fabrique Nationale P90
  - Heckler & Koch MP5
  - MAC-10 Elite
  - Colt M16A2

- Fusils à pompe
  - Franchi SPAS 12
  - Remington 870

- Autres
  - M203 (lance-grenades fixé sous le canon du fusil M16)
  - FN M249 (mitrailleuse légère)
  - RPG-7 (lance-roquettes)
  - Walther WA-2000 (fusil de précision)
  - Grenades à fragmentation